# Арат от Соли
Вижте пояснителната страница за други личности с името Арат.
Арат (на латински: Aratos von Soloi; на гръцки: Ἄρατος ὁ Σολεύς) е гръцки дидактичен поет.

## Биография
Роден е около 315 / 310 пр.н.е. в Соли, Киликия, в знатна фамилия. Учи философия в Атина. Живее дълго в двореца на Антигон II Гонат в Македония около 276 пр.н.е. и в Сирия при Антиох I преди 239/240 пр.н.е. Неговият брат Атенодор от Соли е също философ.
От неговите произведения е запазена само научната поема Phainomena („Небесни явления“) от 1154 хекзаметри, в която описва звездното небе. Ориентира се от Евдокс от Книд. Превеждан е на латински от Цицерон, Германик и Авиен. Неговото произведение е учебник през древността.
Aпостол Павел цитира в Евангелието на Апостол Лука от пролога на Арат Phainomena. (17,28)
Умира през 245 пр.н.е. в Пела, Древна Македония. В родния му град е изградена мемориална гробница, която е открита в 2019 г. и чието проучване продължава.

## Издания
- Jean Martin: Aratos: Phénomènes. 2 Bde., Paris 1998
- Douglas Kidd: Aratus: Phaenomena. Cambridge 1997
- Jean Martin: Scholia in Aratum vetera. Stuttgart 1974
- Manfred Erren: Aratos: Phainomena, Sternbilder und Wetterzeichen. Griechisch-deutsch. Heimeran, München 1971
- Sternbilder und Wetterzeichen. Uebersetzt und eingeleitet von Albert Schott mit Anmerkungen von Robert Boeker. Hueber, München 1958
- Ernst Maass: Arati Phaenomena. Weidmann, Berlin 1893, online. Neudruck: 3. Aufl. 1964
- Edward Poste: The skies and Weather-forecasts of Aratus. Macmillan, London 1880, online
- Johann Heinrich Voss: Des Aratos Sternerscheinungen und Wetterzeichen. Griechisch-deutsch mit Anmerkungen. Heidelberg 1824, online